# ارنشت لیندنر
ارنشت لیندنر (به آلمانی: Ernst Lindner) بازیکن فوتبال و مهاجم اهل آلمان شرقی بود که از سال ۱۹۵۹ میلادی عضو تیم ملی فوتبال آلمان شرقی بوده‌است. وی در ۶ بازی ملی حضور داشته و در بازی‌های ملی‌اش گلی به ثمر نرساند. ارنشت لیندنر آخرین بازی ملی خود را در سال ۱۹۶۲ میلادی انجام داد.